# BMW M6
BMW M6 — високотехнологічна версія 6 серії автомобілів, розроблена спортивним підрозділом німецького автовиробника BMW. Перше покоління було представлено в 1983 році.

## E24 M635CSi / M6 (1983—1989)

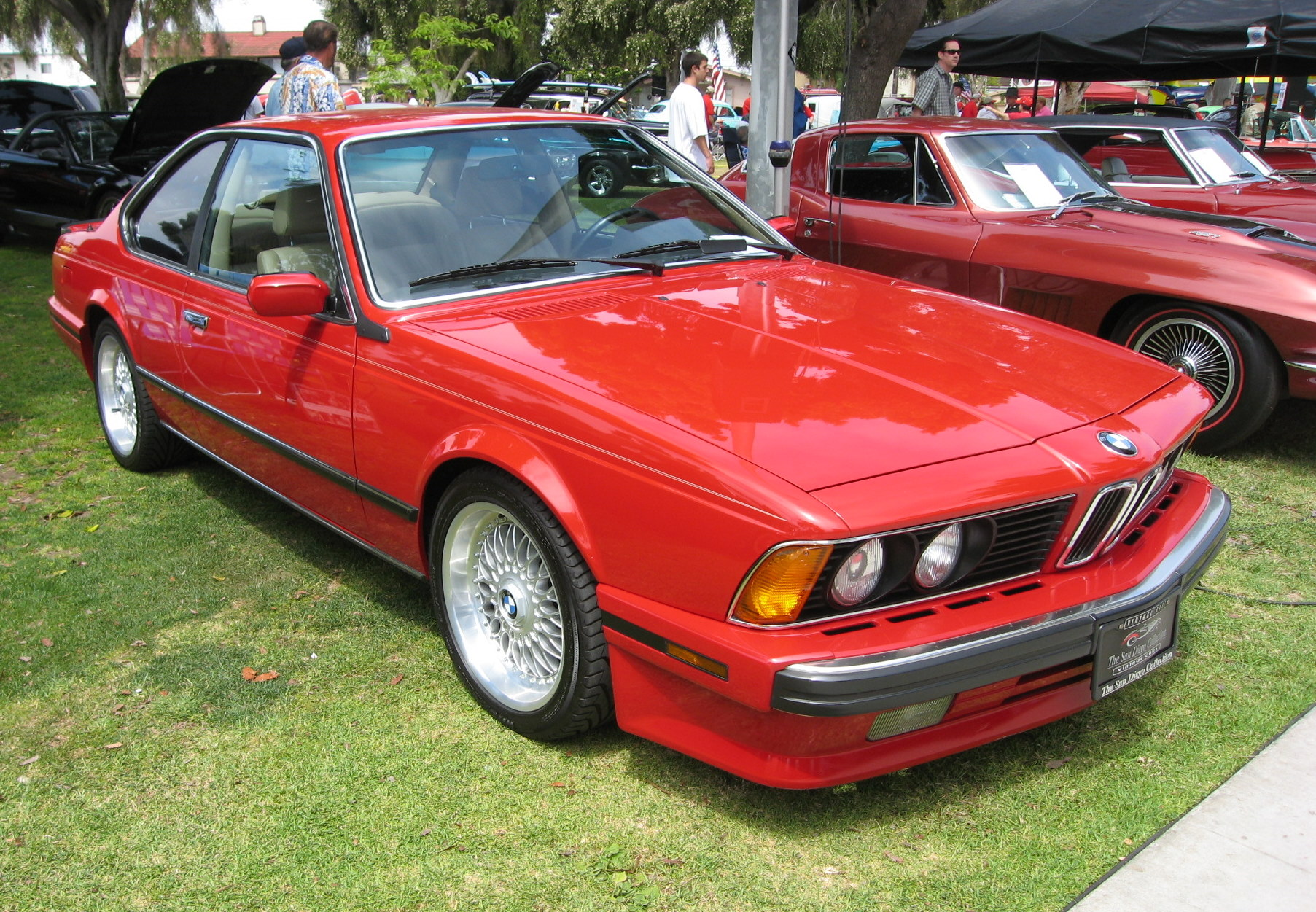
BMW М6 E24 (1983—1989)

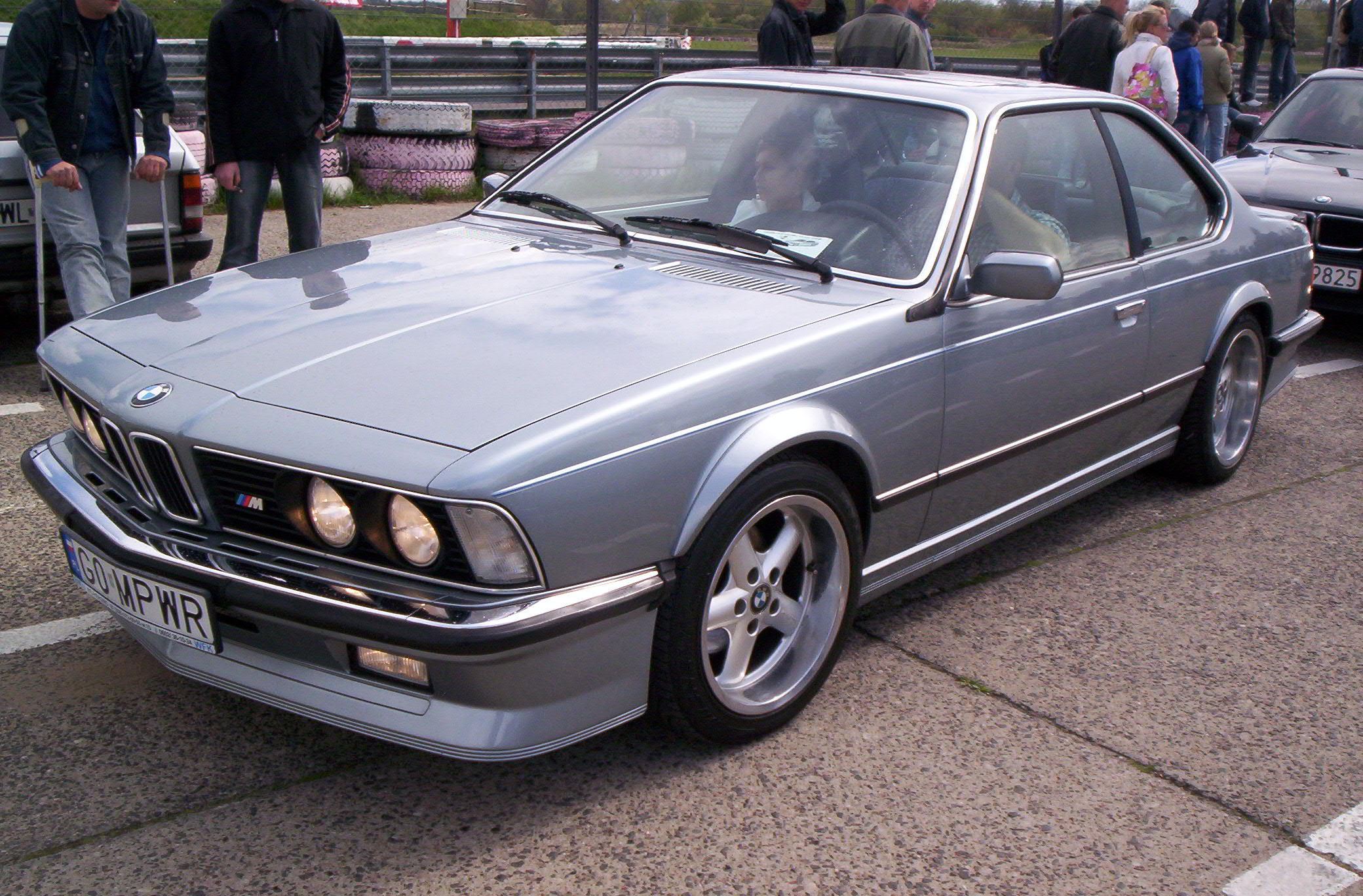
BMW M635CSi (1983—1989)

У 1983 році інженери BMW взяли двигун M88 / 3 об'ємом 3,5 л потужністю 286 к.с. 333 Нм (модифікована версія двигуна M88 / 1 від BMW M1) встановили його на платформу BMW E24 від 6 серії, створивши M635CSi (в Північній Америці просто M6) .

### Двигуни
- 3.5 л M88/3 I6 (M635CSi) 286 к.с.
- 3.5 л S38B35 I6 (M6) 256 к.с.

## E63/E64 M6 (2005—2010)

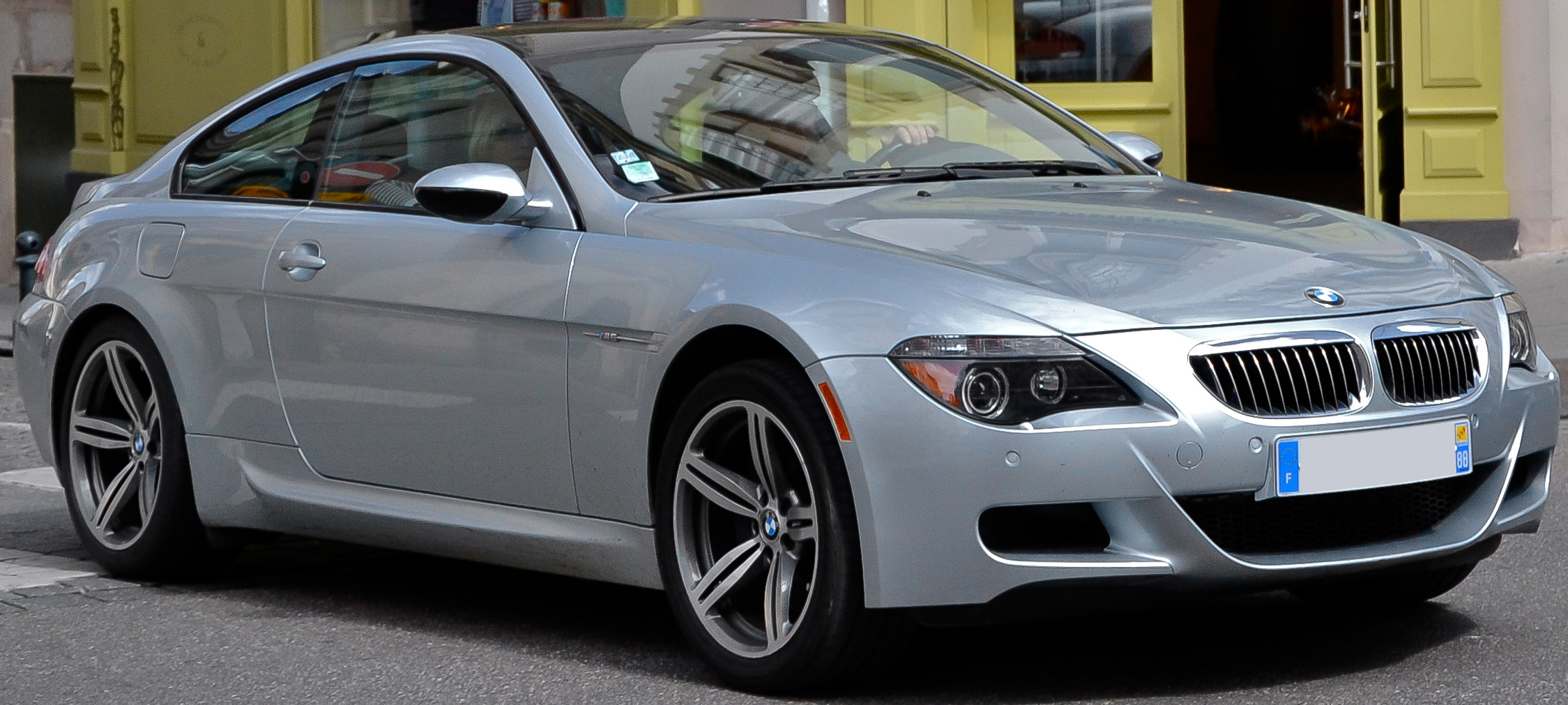
BMW М6 E63 (2005—2010)

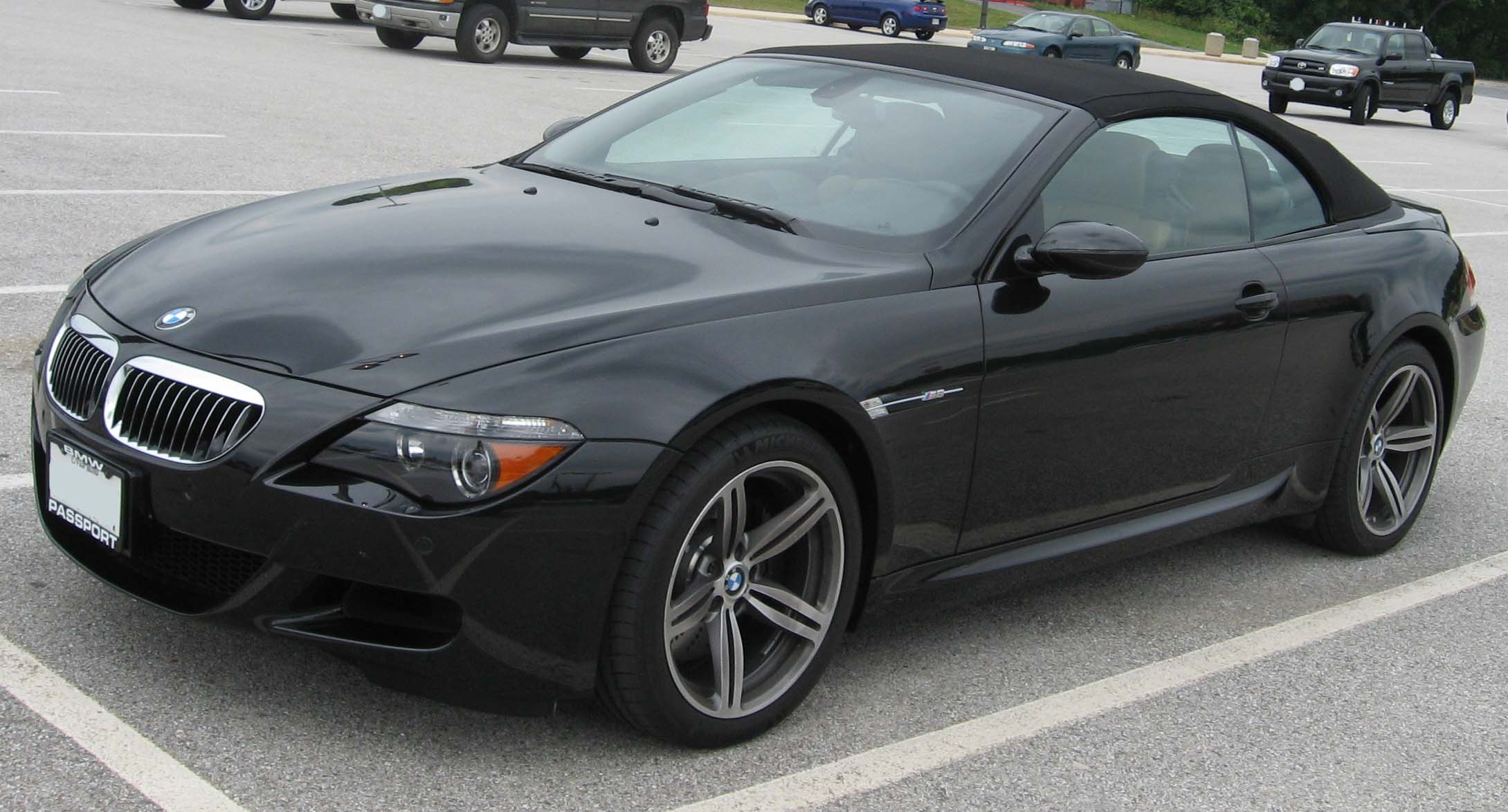
BMW М6 E64 (2006—2010)

E63 M6 з кузовом купе було представлене в 2005 році з новим бензиновим двигуном V10 від BMW М5 об'ємом 4999 см3 потужністю 373 кВт (507 к.с.) при 7750 об/хв і крутним моментом 520 Нм при 6100 об/хв. Автомобіль комплектувався 7-ступеневою МКПП. Розгін від 0 до 100 км/год складє 4,6 с, а від 0 до 200 км/год - 12,8 с, максимальна швидкість становить 250 км/год (обмежена екектронікою).
Кабріолет E64 M6 був представлений в 2006 році з тим самим двигуном, що й на купе.

### Двигун
- 5.0 л BMW S85 Odd firing V10 507 к.с.

## F12/F13 M6 (2012—наш час)

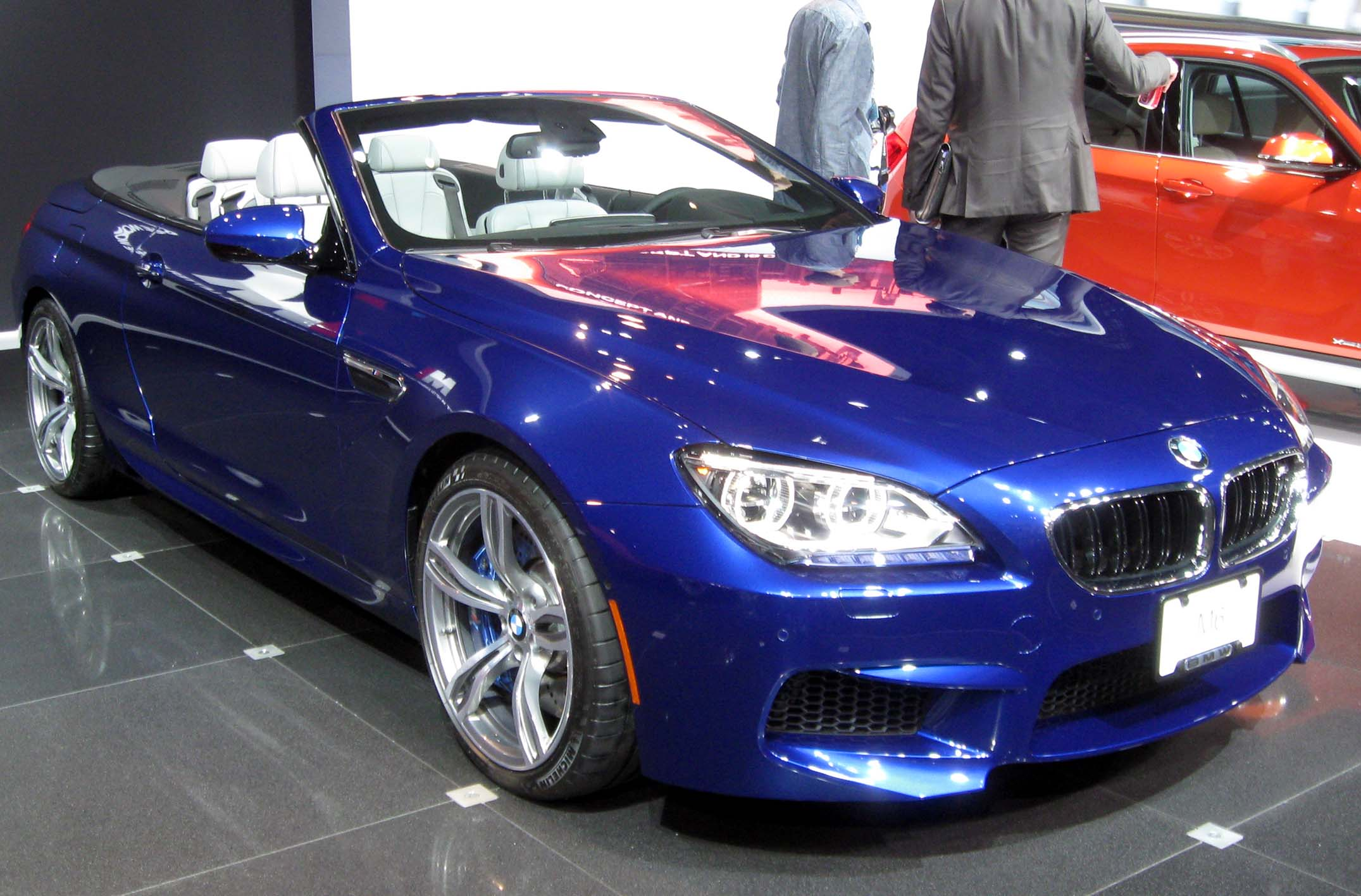
BMW М6 F12 (2012)

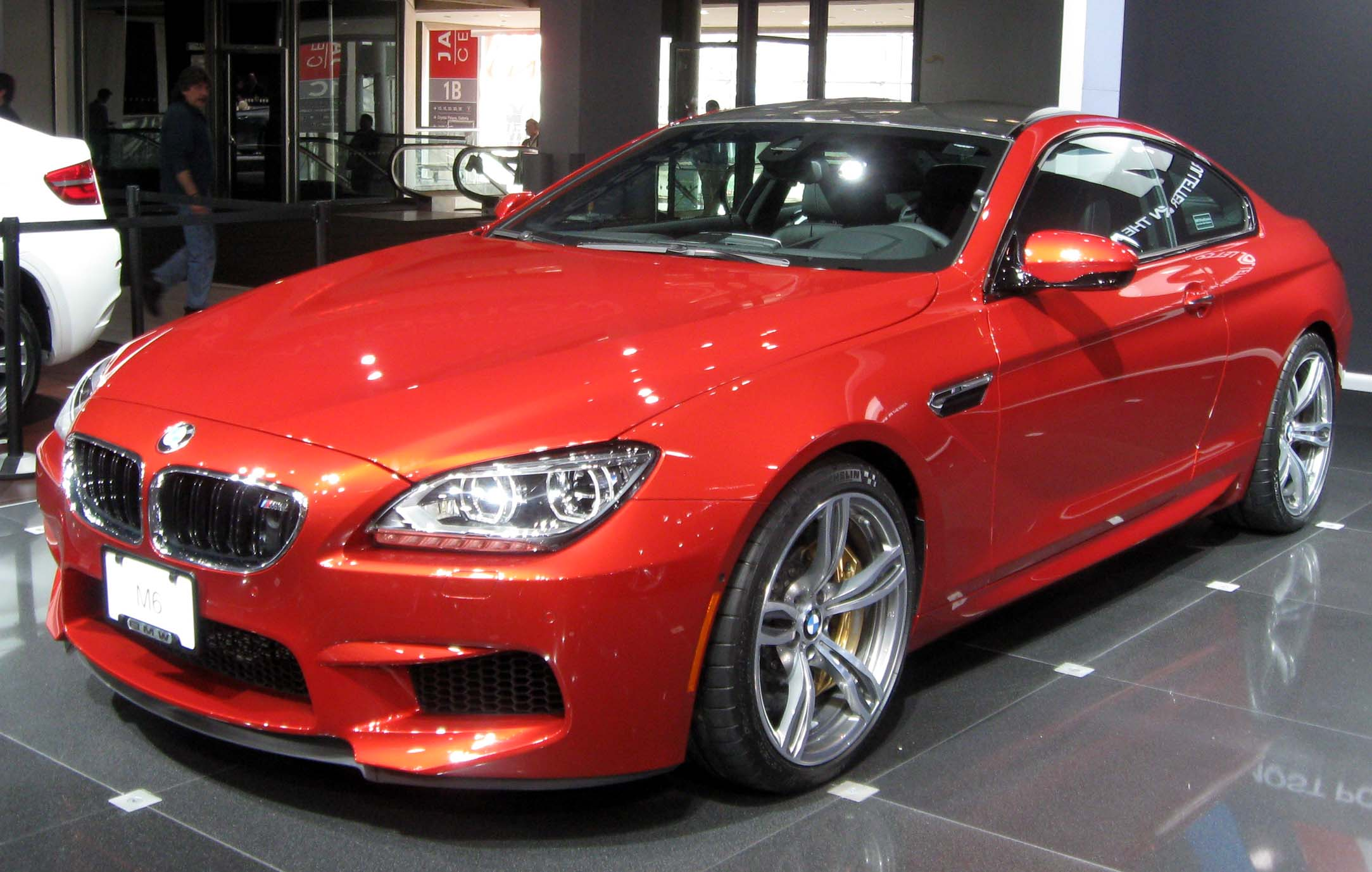
BMW М6 F13 (2013)

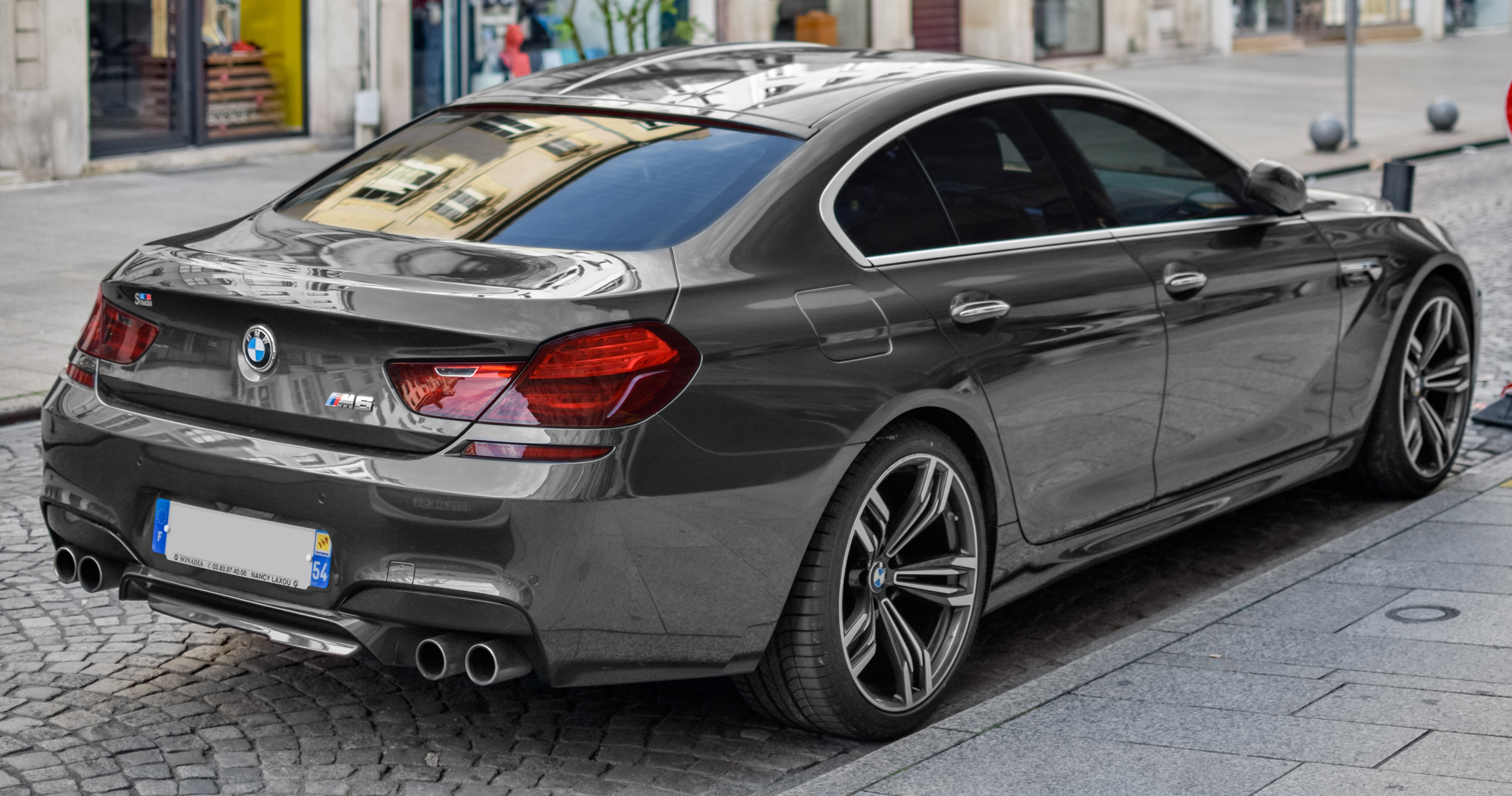
BMW М6 Gran Coupé F06 (2013)

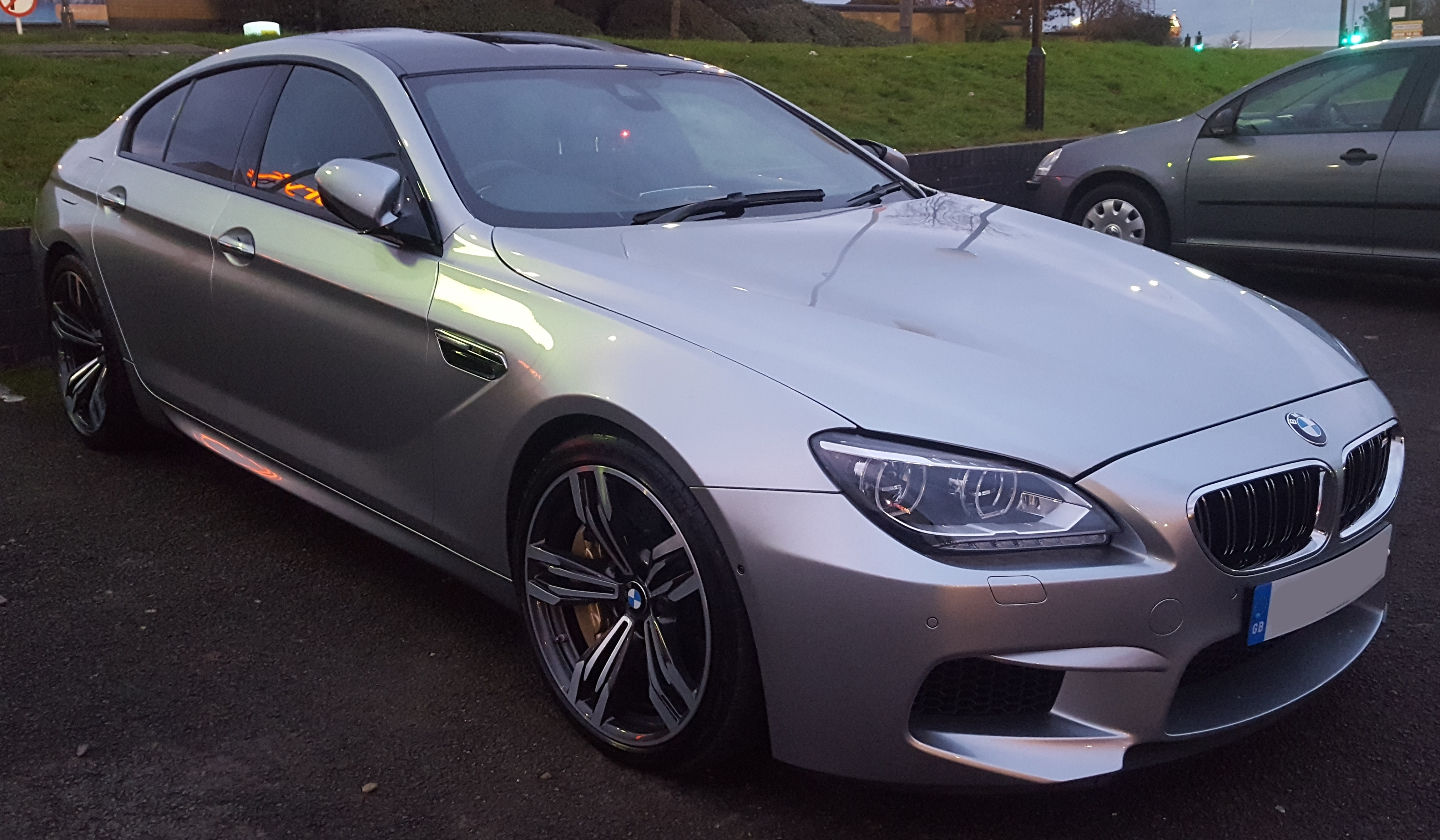
BMW М6 Gran Coupé F06 (2013)

Навесні 2012 року на Женевському автосалоні представлений новий BMW M6 з двигуном V8 бітурбо об'ємом 4,4-літра потужністю 560 к.с. і крутним моментом 680 Нм від BMW M5.
Згідно даних BMW, вага купе М6 становить 1927,8 кг. В свою чергу, 4-дверний купе M6 Gran Coupe додає до цієї цифри ще 81,6 кг. Вага кабріолета М6 роздувається ще більше, та зупиняється на відмітці 2048 кг – до моменту посадки пасажирів у авто. М6 відносно довгий - 490,2 см (501.6 см для Gran Coupe); помітно широкий -190 см (210,5 см для Gran Coupe); та відносно громіздкий з діаметром повороту 12,5 м. До 2016 року BMW презентував пакет обладнання Competition Package, який збільшує потужність автомобіля до 600 к.с. та 699,6 Н-м обертального моменту. Також, цього року авто отримало нову унікальну кольорову гаму.

### Двигуни
- 4.4 л BMW S63B44T0 twin-turbocharged V8 560 к.с. (M6)
- 4.4 л BMW S63B44T0 twin-turbocharged V8 575 к.с. (M6 Competition)
- 4.4 л BMW S63B44T0 twin-turbocharged V8 600 к.с. (M6 Competition)